# Planetă superioară

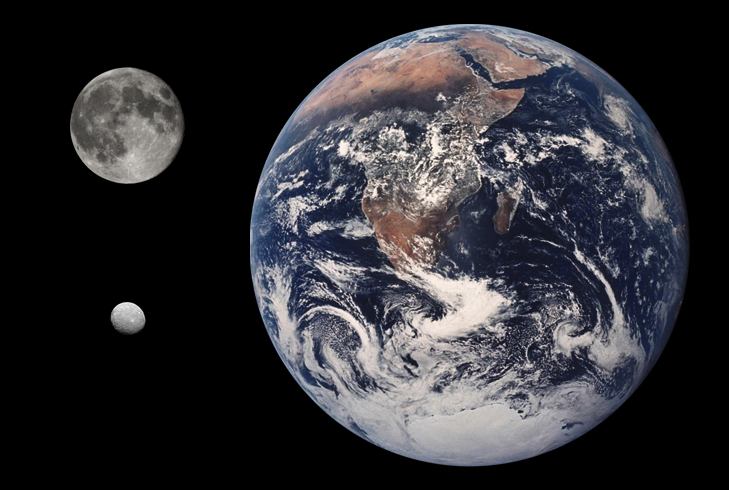
Ceres, cea mai mică, Luna și Pământul, cel mai mare

Planeta superioară este, în sistemul nostru solar (1), o planetă care are orbita mai îndepărtată de Soare decât orbita Pământului. Cu alte cuvinte, în cazul general (2), o planetă superioară e mai departe de stea decât planeta de referință luată în considerație. 
Planetele superioare sunt (1):
- Marte
- Jupiter
- Saturn
- Uranus
- Neptun
- toate planetele cunoscute pitice și mici, incluzând Ceres și Pluto[1].

Celelalte se numesc planete inferioare.